# Pubusi
Pubusi is een gewoonte in de onafhankelijke natie Kiribati. In de Kiribatische cultuur mag elke persoon materiële bezittingen van zijn buurman vragen. Deze handeling heet "pubusi". Als de buurman weigert, leidt dit tot een gigantisch gezichtsverlies en verzoeken worden daarom vrijwel nooit geweigerd.
De cultuur van de natie, waar pubusi dus ook onder valt, in combinatie met een relaxte werkhouding, heeft geleid tot een erg laag bruto binnenlands product vergeleken met de normale voortgang van de onafhankelijke landen.